# Новоивановка (Красноперекопский район)
Новоива́новка (укр. Новоіванівка, крымскотат. Cañılar, Джанъылар) — село в Красноперекопском районе Республики Крым, входит в состав Магазинского сельского поселения (согласно административно-территориальному делению Украины — Магазинского сельского совета Автономной Республики Крым).

## Население
| 2001 | 2014 |
| ---- | ---- |
| 790  | ↘509 |

Всеукраинская перепись 2001 года показала следующее распределение по носителям языка
| Язык             | Процент |
| ---------------- | ------- |
| русский          | 64.18   |
| украинский       | 19.62   |
| крымскотатарский | 8.23    |
| другие           | 0.89    |

### Динамика численности
| - 1900 год — 261 чел. - 1915 год — 447/24 чел. - 1926 год — 576 чел. - 1989 год — 713 чел. | - 2001 год — 790 чел. - 2009 год — 716 чел. - 2014 год — 509 чел. |

## Современное состояние
На 2017 год в Новоивановке числится 6 улиц; на 2009 год, по данным сельсовета, село занимало площадь 166,6 гектара, на которой в 263 дворах проживало 716 человек, в селе действуют библиотека, фельдшерско-акушерский пункт, сельский клуб, отделение Почты России. Село связано автобусным сообщением с райцентром, городами Крыма и соседними населёнными пунктами.

## География
Новоивановка расположена в центре района, высота центра села над уровнем моря — 11 м. С южной стороны села проходит региональная автодорога 35А-001 граница с Украиной — Джанкой — Феодосия — Керчь (по украинской классификации — М-17); с северной — однопутная железнодорожная линия Джанкой — Херсон и Северо-Крымский канал. Ближайшие сёла — Магазинка в 0,8 км на севере и Воинка примерно в 6 километрах, там же ближайшая железнодорожная станция — Воинка (на линии Джанкой — Армянск). Расстояние до райцентра — около 26 километров (по шоссе).

## История
Впервые в доступных источниках название встречается в «…Памятной книжке Таврической губернии на 1900 год», согласно которому в Воинской волости Перекопского уезда значится деревня Ново-Ивановка, в которой числился 261 житель в 34 дворах. По Статистическому справочнику Таврической губернии. Ч.II-я. Статистический очерк, выпуск пятый Перекопский уезд, 1915 год, в деревне Ново-Ивановка (или Барановка) Воинской волости Перекопского уезда числилось 63 двора (60 дворов с землёй, 3 — безземельные) с русским населением в количестве 447 человек приписных жителей и 24 «посторонних», из которых 244 мужчины и 227 женщин. Жители владели 876 десятинами удобной земли. В хозяйствах имелось 242 лошади, 20 волов, 132 коровы и 156 голов мелкого скота.
После установления в Крыму Советской власти, по постановлению Крымревкома от 8 января 1921 года № 206 «Об изменении административных границ» была упразднена волостная система, Перекопский уезд переименовали в Джанкойский, в котором был образован Ишуньский район, в состав которого включили село, а в 1922 году уезды получили название округов. 11 октября 1923 года, согласно постановлению ВЦИК, в административное деление Крымской АССР были внесены изменения, в результате которых округа были отменены, Ишуньский район упразднён и село вошло в состав Джанкойского района. Согласно Списку населённых пунктов Крымской АССР по Всесоюзной переписи 17 декабря 1926 года, в селе Ново-Ивановка, Воинского сельсовета Джанкойского района, числилось 116 дворов, из них 111 крестьянских, население составляло 576 человек, из них 546 украинцев, 23 русских, 1 белорус, 1 немец, 1 армянин, 4 записаны в графе «прочие», действовала русская школа. Постановлением ВЦИК от 30 октября 1930 года был восстановлен Ишуньский район и село, вместе с сельсоветом, включили в его состав. Постановлением Центрального исполнительного комитета Крымской АССР от 26 января 1938 года Ишуньский район был ликвидирован и создан Красноперекопский район с центром в поселке Армянск (по другим данным 22 февраля 1937 года). На подробной карте РККА северного Крыма 1941 года в Ново-Ивановке (она же Барановка) отмечено 111 дворов.
С 25 июня 1946 года Новоивановка в составе Крымской области РСФСР, а 26 апреля 1954 года Крымская область была передана из состава РСФСР в состав УССР. Время включения в Магазинский сельсовет пока не установлено: на 15 июня 1960 года село уже числилось в его составе. По данным переписи 1989 года в селе проживало 713 человек. С 12 февраля 1991 года село в восстановленной Крымской АССР, 26 февраля 1992 года переименованной в Автономную Республику Крым. С 21 марта 2014 года в составе Крыма аннексирована Россией.